# 羽阳学园短期大学
羽阳学园短期大学（日语：／ Uyō-Gakuen Tanki Daigaku *），简称羽短，是一所位于日本山形县天童市的私立短期大学。

## 概要

### 简介
- 学校最早可以追溯到1965年[1]。短期大学为于1982年开办[1]、由学校法人羽阳学园经营、为男女同校[2]从1987年[1]。

### 历史
- 1982年 羽阳学园短期大学成立并同时设置一个学科即幼儿教育科[1]。
- 1987年 开始招收男学生[1]。
- 1990年 福利专攻成立于专科[1]。

### 宪章
- 请参看羽阳学园短期大学部的标志 （页面存档备份，存于） （日語） 2014年3月4日阅览。

## 学校环境
- 校区：在山形县天童市

## 历任校长
- 五十岚明：第一代短期大学校长[3]。
- 研攻一：现在短期大学校长[4]

## 组织

### 学科
- 幼儿教育科

### 专科
| - 福利专攻 |

### 业余课程
| - 没有 |

### 附属学校
- 羽阳学园短期大学附属高擶幼儿园[5]
- 羽阳学园短期大学附属铃川幼儿园[6]
- 羽阳学园短期大学附属铃川第二幼儿园[7]
- 羽阳学园短期大学附属大宝幼儿园[8]

#### 附属机关
| - 羽阳学园短期大学附属图书馆 - 羽阳学园短期大学附属保育园 |

## 相关链接
- 日本短期大学列表